# Château de l'Isle-Savary
Le château de l'Isle-Savary est un édifice situé à Clion, en France.

## Localisation
Le château est situé sur le territoire de la commune de Clion, située dans le département de l'Indre, en région Centre-Val de Loire.

## Description
Le château de l'Isle-Savary est construit sur un quadrilatère entouré de douves. Au nord-ouest, un pont en bois avec pont-levis donnait accès au château sous les défenses du donjon qui occupe l'angle ouest. Aux trois autres angles, des pavillons de plan carré forment tours de défense.

## Historique
Le château de l'Isle-Savary est une œuvre de Guillaume de Varye, financier proche de Jacques Cœur. Contrôleur général des finances en Languedoc et bras droit de Jacques Cœur. Il avait acheté en 1464 la terre de L'Isle-Savary au neveu du maréchal de Boucicaut, Jean le Meingre, pour 40 000 écus d'or. Ayant obtenu des lettres de rémission en faveur des anciens associés à Jacques Cœur à partir de 1457, il parvint à refaire fortune après l'avènement de Louis XI, en 1461. À sa mort, en 1469, la construction du château restait inachevée. Sa veuve, Charlotte de Bar, remariée en 1470 avec Pierre Doriole, général des finances de Languedoïl puis chancelier de France entre 1472 et 1483, en fit achever sa reconstruction,,.
Au Québec, l'architecture générale de la tour principale du Château Frontenac présente de grandes similitudes avec celle du château de l'Isle-Savary. 
Le château est inscrit et classé au titre des monuments historiques par arrêté le 7 décembre 1925 puis le 6 décembre 1932.